# Biróné Nagy Edit
Biróné Nagy Edit (Budapest, 1929. szeptember 2. – 2023. augusztus 4.) magyar pedagógus, egyetemi tanár, a sportpedagógia neves művelője. 1994 és 1999 között a Magyar Testnevelési Egyetem tudományos rektorhelyettese.

## Életpályája
Nagy János Aladár hivatalnok és Németh Mária gyermekeként született. Középiskolai tanulmányait 1939 és 1947 között a Szilágyi Erzsébet Gimnáziumban végezte. 1947-ben felvételt nyert a Testnevelési Főiskolára, ahol 1951-ben testnevelő tanári oklevelet, valamint atlétikaedző és táncoktató képesítést nyert. 
Első munkahelye a Budapest XX. kerületi Kossuth-téri Általános Iskola volt, ahol 1953-ig testnevelő tanárként dolgozott. Ekkor meghívást kapott a Testnevelési Főiskola Neveléstudományi Tanszékére, ahol tanársegédként kezdte meg felsőoktatási tevékenységét. 1957-ben adjunktussá lépett elő. 
Munkája mellett 1957–1961 között elvégezte az ELTE BTK-n a pedagógia szakot. Itt pedagógiai előadó oklevelet és 1965-ben egyetemi bölcsészdoktori címet szerzett. A Testnevelési Főiskolán még ez évben docensi kinevezést kapott. TMB levelező aspirantúra után 1975-ben védte meg neveléstudományi kandidátusi értekezését, majd ennek alapján 1980-ban a Testnevelési Főiskolától megkapta az egyetemi testnevelési doktori címet. Ugyanebben az évben nevezték ki egyetemi tanárrá. 
1991-től a Testneveléselmélet és Pedagógia Tanszék vezetője, majd 1994–1998 között a Magyar Testnevelési Egyetem tudományos rektorhelyettese. 2000-től nyugállományban, a Semmelweis Egyetem és a Magyar Testnevelési Egyetem professor emerita címét viseli.

### Szervezeti tagságai
A Magyar Tudományos Akadémia Pedagógiai Szakbizottság Testnevelési és Sporttudományi albizottságának alapító elnöke 1990-től 1994-ig, majd tiszteletbeli elnöke, 2005. január 1-től a Szomatikus albizottság elnöke, 1990-től a MTA Orvosi Tudományok Osztálya Sporttudományi munkabizottságának tagja. 1996–2000 között a Magyar Felsőoktatási Akkreditációs Bizottság (MAB) Plénumának tagja, 1996–2003 között a MAB Neveléstudományi Tudományági Szakbizottság elnöke, majd tagja. 1986-tól 1990-ig a KGST országok kutatási együttműködésében a sportpedagógia témakör magyar koordinátora. 1994–2000 között az ELTE Neveléstudományi Doktori Iskola Tanácsának tagja, alapító külső tag, témavezető. 1997–2000 között a Testnevelési Főiskola Doktori Tanácsának elnöke, 1997–2006 között a Testnevelési Főiskola, majd az SETF Doktori Iskola Tanácsának tagja, téma- és kurzusvezető, 2000–2004 között a Testnevelési Főiskola Minőségellenőrző Bizottságának tagja. A Magyar Pedagógiai Társaság és a Magyar Sporttudományi Társaság tagja.

### Sporteredményei
1940–1956 között versenysportoló atlétikában, 1950-ben országos főiskolai bajnok távolugrásban. 1949–50-ben a Rábai Miklós által vezetett MEFESZ Központi Népitánc Együttes tagja.

### Magánélete
Férje dr. Biró Péter, gyermekei Zoltán (1954) és Krisztina (1956, Molnár Árpádné).

## Munkássága
Oktatói tevékenysége: testnevelés (a közoktatásban); neveléstörténet, általános pedagógia, didaktika (az oktatás általános elmélete) és sportpedagógia (a felsőoktatásban); valamint kutatásmódszertan (a doktorképzésben).
Fő kutatási területei: a sportpedagógia tudományelméleti alapvetése, rendszertani helyének meghatározása, az oktatási folyamat sajátosságai az iskolai testnevelés tanításában, tanár-diák interakció sajátosságai a testnevelésben.
Több mint 100 tudományos publikáció szerzője vagy társszerzője. Ebből több sportpedagógiai tárgyú könyv szerzője, szerkesztője és társszerzője. Munkáit magyar, angol és német nyelven adja közre.

## Díjai, elismerései
- Ezüstgerely díj (1977)
- Hepp Ferenc-emlékérem (1997)
- Pro Universitate-díj (1999)
- TF Aranygyűrű (2000)

## Főbb publikációi
- Fejezetek a sportpedagógia köréből (Jáky Lászlóval, 1967)
- Sportpedagógia (1971, 1974, 1977)
- Sportpedagógia (szakkönyv és tankönyv, 1983)
- Coaches and Physical education teachers training in socialist countries (Vol.1-3.,1980, 1984, 1988)
- Sportpedagógiai kutatások nemzetközi koordinációs tanácskozásai (Szófia 1984 – Prága 1985) 1986.
- Sportpedagógia (kézikönyv, társszerzőkkel, 2004)
- Újszerű nemzetközi interakciós vizsgálatok oktatáselméleti háttere a testnevelő tanári reprezentáció értelmezéséhez (Salvarával) (2005)
- Theorie und Praxis der Sport in Ungarn (2009)
- Sportpedagógia (kézikönyv, társszerzőkkel) (2011)